# Den skæbnesvangre Opfindelse
Den skæbnesvangre Opfindelse eller Jackel & Hyde er en dansk stum dramafilm fra 1910 produceret af Nordisk Films Kompagni og instrueret af August Blom. Filmens manuskript er skrevet af August Blom baseret på Robert Louis Stevensons roman Dr. Jekyll og Mr. Hyde.
Filmen blev i engelsktalende lande distribueret som Doctor Jekyll & Mr. Hyde og i tysktalende lande som Ein seltsamer Fall. 

## Handling
Den unge adelsmand Lord Jackel har fundet et medikament, der kan bringe den dyriske natur af mennesket frem, og han har også opdaget modgiften hertil. Lord Jackel tager medikamentet og forvandles til et hæsligt mellemting mellem en abe og et menneske. Eksperimentet ender med, at det hæslige væsen skydes. 
I det danske filmprogram angives, at filmen slutter med, at Lord Jackels død bare var en drøm, men i den tyske og engelske udgave dør Lord Jackel.

## Medvirkende
- Alwin Neuss, Doktor Jekyll
- Emilie Sannom
- Victor Fabian
- Julie Henriksen
- Ella la Cour
- Rigmor Jerichau
- Holger Pedersen (Gissemand)

Kilde: 